# Stéphane Dervillé

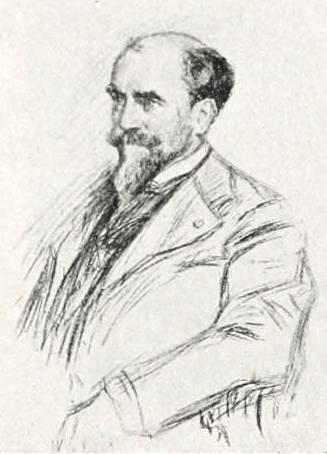
M. Dervillé (dessin de Paul Renouard)

Stéphane Adolphe Dervillé, né le 4 mai 1848 à Saint-Maurice-Montcouronne et décédé le 4 octobre 1925 à Paris 17e, est une personnalité industrielle française qui a reçu de nombreuses distinctions et rempli de multiples charges.

## Biographie
Stéphane Adolphe Dervillé est né le 4 mai 1848 à Saint-Maurice-Montcouronne (à l’époque Seine-et-Oise, devenue plus tard Essonne). Cette année-là, son père, Cyr Adolphe a 33 ans et sa mère Louise Catherine Eudoxie Belland des Communes, 28 ans. 
Aîné de trois enfants, il est destiné à reprendre l’entreprise familiale de carrières de marbre, créée en 1835. Ses parents s'établissent à Paris lorsqu'il n'a que 2 ans, et sa première sœur Marie Catherine naît en 1850. Celle-ci épousera Maître Bezanson et deviendra la grand-mère maternelle de Jean Sangnier, fils du célèbre Marc Sangnier. Son grand-père maternel est Étienne François Claude Belland des Communes.
Membre du 110e bataillon de la Garde Nationale, il est mobilisé à 22 ans, le 6 décembre 1870, pour le Siège de Paris.
Exploitant de carrières de marbre, non seulement en France mais aussi en Italie (dont celle de Carrare à Massa-Carrara), en Belgique, en Tunisie et en Algérie, il adhérait à la Chambre syndicale des marbriers de Paris. Élu conseiller municipal de Saint-Maurice-Montcouronne dès 1874, à seulement 26 ans, et désormais lieutenant au 3e régiment territorial d'artillerie, le 10 mai 1875, la durée totale des services civils et militaires sera de 44 ans. Il est également délégué cantonal de Dourdan le 2 mars 1881, à 33 ans.
Il a conservé jusqu'au bout toute son activité malgré son grand âge à l'époque, 77 ans, et il assumait avec une autorité remarquable les plus lourdes tâches. Il succombe à une brusque crise d'angine de poitrine le 4 octobre 1925 à 7h00 dans son hôtel particulier du 37 rue Fortuny. 
Resté célibataire, on ne lui connaît pas de descendance.

« La presse a été unanime à dire quelle perte considérable le monde industriel, financier et commercial a faite en la personne de ce grand homme de bien qui, dans ces trois ordres de l'activité économique du pays, a occupé les situations les plus élevées et rendu les services les plus éminents. »

— Condoléances à l’occasion de son décès., Procès-verbaux de la Commission du Vieux Paris (1925), p. 95

## Parcours professionnel

### Industrie
Marbrier, propriétaire d'importantes carrières de marbre comme en particulier celle de Carrare à Massa-Carrara, en France des Alpes (Marbre  vert de Maurin) et des Pyrénées (exploitations de carrières diverses, Italie, Belgique, Tunisie et Algérie). 
Médaille d'Or à l'Exposition Universelle de Pais en 1878 à ses 30 ans, il est dit : « L'exposition de Monsieur Dervillé et compagnie, comme matières premières est tout ce qu'il y a de plus complet et de plus riche ; elle fait honneur au commerce et à l'industrie des marbres. »
Diplôme d'Honneur à l'Exposition Universelle d'Amsterdam, 1883 à ses  35 ans, il est dit : « rapport du jury classe 46 : Dervillé et compagnie 164 quai de Jemmapes exposant de nombreux échantillons de marbre dus à des recherches longues pénibles intelligentes et coûteuses. Ils exposent également des cheminées et objets d'art exécutés avec leurs marbres. L'exposition offerte par eux aux regards émerveillés des membres du jury est aussi complète qu'il est possible de la désirer. Les membres du jury seraient heureux de voir récompenser les grands travaux de cet éminent industriel par une distinction nationale. »
Tout en étant marbrier  par l’entreprise de son père créée en 1835, il devient secrétaire de la chambre syndicale de la Marbrerie de Paris, en décembre 1874.

### Président du Tribunal de commerce de la Seine
Il est Président du Tribunal de commerce de la Seine de 1893 à 1897.
Son buste de marbre blanc, œuvre d'Alexandre Falguière, membre de l’Institut, trône dans la grande salle des délibérations plénières du Tribunal de commerce de Paris, où il fut président jusqu'à la fin de 1896. Ses fonctions de juge suppléant au Tribunal de Commerce de Paris depuis 1879 (Entré exceptionnellement très jeune à 31 ans et ayant exercé aussi deux mandats pendant sa présidence de 1893-94 à 1895-96).
Son travail, son intelligence, son expérience, la clarté de son jugement sont les traits principaux du personnage. Il était maître de toutes les situations, conducteur d'hommes, il savait choisir et apprécier ses collaborateurs.

### Chemin de fer
De 1899 à sa mort, il fut président du Conseil d'Administration de la Compagnie des Chemins de fer de Paris à Lyon et à la Méditerranée (PLM) de 1899 à 1925.
À ce titre, Stéphane Adolphe Dervillé est d'ailleurs représenté peint par Albert Maignan (1845-1908), peintre d’Histoire né à Beaumont sur Sarthe, sur le théâtre d'Orange dans un des angles de la grande salle du restaurant du Train Bleu, restaurant de la Gare de Lyon, lieu classé monument historique. On peut d'ailleurs admirer entre autres son portrait en compagnie de Sarah Bernhardt, Réjane, Julia Bartet, illustres comédiennes sans oublier Edmond Rostand ainsi que le tout PLM dont le directeur général Noblemaire. Son action fut déterminante dans le transport en trois jours des troupes françaises vers l'Italie lors de la Première Guerre mondiale.
Le Paris à Lyon et à la Méditerranée est devenu sous son administration le modèle de réseau français favorisant le développement économique des régions françaises notamment dans les secteurs de l'industrie, du réseau routier, des transports et du tourisme (villes d'eau). De nombreuses conventions d’extension de réseau sont signées par lui et les ministres de l’époque entre autres.
Président du Syndicat du Chemin de Fer de la Grande Ceinture de Paris, président du Comité de Direction des Grands Réseaux de Chemins de Fer français, président de la Compagnie Générale de construction et d'entretien du matériel de chemin de fer, et vice-président du Conseil d'Administration des Chemins de Fer du Maroc.

### National
Directeur général adjoint de l'Exposition universelle 1900. Rôle du PLM pendant la guerre de 1914 : transport, en 3 jours, de l'armée envoyée au secours de l'Italie. Président de l'Office de reconstruction industrielle des départements victimes de l'invasion (1917). Membre de la commission chargée d'organiser les manifestations d'art destinées à célébrer la victoire (1919). Membre du Conseil de l'ordre de la Légion d'honneur (1915).

### International
Commissaire général du gouvernement français à l'Exposition Internationale de Turin 1911. Diplomatique position d'Agent Consulaire de la République Française de 1881 à 1882 dans la résidence de Massa et Carrare (Italie) et sa distinction de Chevalier de la Couronne d'Italie, 6 janvier 1879. Il avait succédé à Monsieur Biavati décédé en décembre 1880 ; il offrira sa démission le 17 juin 1882. Jean Levrier le remplacera le 6 juillet 1882 dans cette fonction.

### Artistique
Membre du Conseil d'Administration du Conservatoire national des Arts et Métiers 1920. Président du jury supérieur à l'Exposition des Arts décoratifs (son siège ne sera pas remplacé par déférence). Membre des Amis du Louvre, des Amis de l'Université, de la Commission des Amis du Vieux Paris.

### Assurances
Président des Compagnies d'assurances L'Union.

### Bancaire
Régent de la Banque de France (1909-1925), censeur (1893-1909), président du Conseil d'Administration de la Banque Française et Italienne pour l'Amérique du Sud, vice-président de la Compagnie universelle du canal maritime de Suez et de la Banque de Paris et des Pays-Bas, Président de la Banque d'État du Maroc, administrateur du Comptoir Central de Crédit et de la Société Immobilière.

### Divers
Administrateur de la Société des Eaux Minérales d'Évian, Membre du Conseil d'Administration de la Compagnie de Vichy.

## Décorations
Chevalier (26 septembre 1883), officier (29 juillet 1894) et commandeur (12 avril 1900), il est élevé à la dignité de grand officier de la Légion d'Honneur par décret du 27 juillet 1912.

## Sources
- Qui êtes-vous ? Annuaire des contemporains ; notices biographiques, volume 3.
- Notice personnelle sur la base de données Léonore[4]

site les dervillé et apparentés
https://www.derville.org/Stephane.htm